# Carlo de' Dottori
Carlo de' Dottori   (Pàdua, 9 d'octubre de 1618 - Pàdua, 23 de juliol de 1686) va ser un poeta italià. És autor del poema heroicocòmic L’asino (1652), en el qual descriu les antigues lluites entre els habitants de Pàdua i de Vicenza, i de la tragèdia Aristodemo (1675), que imita la tragèdia clàssica.

## Biografia
La biografia de Carlo de 'Dottori és d'alguna manera similar a la d'altres poetes del segle xvii. Segon fill d'una antiga i noble família de Pàdua, va assistir a la Universitat de Pàdua de manera irregular i, per tant, no va obtenir cap títol. La seva primera prova literària va ser l’Alpenore, una novel·la composta als vint anys. Entre març i juliol de 1641 fou empresonat per sospita de ser l'autor d'un pamflet contra algunes personalitats de Pàdua; la qüestió legal, de la qual finalment va ser absolt, li va inspirar el poema La prigione, escrit cap al 1643 però publicat només el 1961 per Carlo Luigi Golino.
Carlo de 'Dottori va tenir èxit en acadèmies i tribunals. Amant de la ciència, era amic de Francesco Redi i va ser admès a l'Accademia dei Ricovrati ja el 1645. Estimat per la reialesa, vivia a la cort. Va viure a Roma, on estava al servei del cardenal Rinaldo d'Este que li va encarregar la recopilació dels poemes més famosos escrits en honor de la reina Cristina de Suècia; va viure a Màntua amb Carles II (que el farà comptar i cavaller) i va ser protegit per la seva filla, Eleonora, que més tard es va convertir en emperadriu després del seu matrimoni amb l'emperador Ferran III; finalment també va viure a Viena, cridat a la cort cesària per l'emperador Leopoldo.
L'activitat literària del Dottori s'expressava sobretot en la composició de versos que recollia i elaborava constantment en les diverses edicions. Els poemes lírics es remunten al 1643, l'Oda del període comprès entre el 1647 i el 1651, les Cançons el 1650, l'Ode sagrada i moral al 1659, l'altra Oda al 1664, l'Oda i el sonet al 1680. El seu model poètic era Fulvio Testi; però també va estar influït per Giovan Battista Marino i Ciro di Pers.
Dels poemes, a Galatea, inspirats en el mite d'Aci i Galatea, el poeta va tenir present la sensual poesia de Marino. La presó i el Parnàs tenen un contingut satíric, el primer inspirat en l'experiència de la presó; El Parnàs, inspirat en la trama pel Ragguagli en prosa de Boccalini, tracta d'una missió enviada per Apol·lo a Pàdua, una ciutat afectada per mals greus, el pitjor dels quals és la proliferació d'homes bons i violents. El ruc, poema heroic-còmic en deu cançons publicat el 1652 amb el nom anagrammàtic d'Iroldo Crotta i amb els "arguments" d'Alessandro Zacco i les "anotacions" de Sertorio Orsato, proposa a imitació del segrestat Secchia la guerra entre Pàdua i Vicenza pel robatori per part dels paduans d'un gonfanó dels Vicentini en què es broda un ruc com a emblema.
Respecte al seu treball com a dramaturg, De 'Dottori va debutar a La Zenobia de Radamisto, una tragicomèdia de poc valor; va obtenir excel·lents resultats amb l'Aristodem (la redacció definitiva és de 1657) i va tornar al melodrama el 1662 amb Ippolita. El 1671 va escriure el drama en prosa Bianca, amb el pseudònim d'Eleuterio Dularete. Benedict Croce va jutjar l'Aristodem com una de les més grans obres mestres del teatre tràgic italià.